# Autocrítica
Autocrítica é o processo de análise crítica de um indivíduo (ou, coletivamente, de uma sociedade ou instituição) sobre seus próprios atos, considerando principalmente os erros que eventualmente tenha cometido e suas perspectivas de correção e aprimoramento.